# 肖娜·米勒-尤伊伯
肖娜·米勒-尤伊伯（英語：Shaunae Miller-Uibo，1994年4月15日—），巴哈马女子短跑运动员，主攻400米，现就读于美国乔治亚大学。她以49.67秒的成绩赢得2015年世界田径锦标赛女子400米银牌。在2016年里约奥运会女子400米决赛中，以49秒44的成绩赢得金牌。
2017年，她和爱沙尼亚田径选手迈塞尔·尤伊伯结婚。

## 2016里約奧運
2016年8月16日，里約奧運女子400公尺決賽，米勒進入最後直線道仍處於領先，美國名將費利克斯很快加速追上，眼看就要逆轉，米勒在最後關頭出其不意的飛撲搶先壓線，戲劇性地以0.07秒差距贏得生涯首面奧運金牌，也是巴哈馬史上第1面奧運獎牌。米勒說:「當時腦中一片空白，唯一想到的只有金牌，然後就發現自己趴在地上，第一時間還不知道贏了沒有，直到聽見我媽在尖叫，我想那一定是我贏了。」 。

## 外部連結
- 肖娜·米勒-尤伊伯在国际奥林匹克委员会的资料
- 肖娜·米勒-尤伊伯在的頁面